# 파라노말 액티비티 3
《파라노말 액티비티 3》(영어: Paranormal Activity 3)는 2011년 개봉한 미국의 파운드 푸티지 초자연 공포 영화이다. 《파라노말 액티비티 2》의 속편이자 프리퀄이다.
《파라노말 액티비티 4》(2012)로 이어진다.

## 줄거리
2005년. 케이티가 임신한 언니 크리스티의 집에 어린 시절 자매와 엄마 줄리, 엄마의 남자친구 데니스가 담긴 비디오테이프 한 상자를 들고 온다. 1년 뒤인 2006년 크리스티의 집이 쑥대밭이 된 가운데 이 비디오들이 사라진다. 이후 1988년에 촬영된 VHS가 영화 나머지를 구성한다.
1988년. 데니스는 크리스티에게 상상 속 친구 토비가 생긴 뒤로 집안에서 이상한 일이 벌어지고 있다는 걸 깨닫는다. 데니스는 줄리와 성관계를 기록 촬영하던 중 지진이 일어나면서 이를 중단한다. 곧 보이는 않는 형체가 이 카메라에 포착된다.
친구 랜디는 집 안에 카메라를 설치하라고 조언한다. 크리스티가 화각 밖의 존재와 대화를 나누는 장면이 카메라에 포착돼 크리스티에게 누구였다고 물어보자 토비라고 답한다. 베이비시터 리사도 공포스런 사건을 몇 번 겪고 도망친다. 크리스티는 토비와 절교한다.
케이티와 크리스티 자매의 방 옷장에서 기묘한 문양이 발견된다. 악마학 서적을 통해 가임기 소녀들을 세뇌시켜 아들을 배게 한 뒤 출산 후 아들을 포기하게 만드는 한 마녀 집회에서 쓰는 상징임이 밝혀진다.
크리스티가 아파 병원에 가게 되면서 랜디가 케이티의 돌봄 역으로 불려온다. 랜디가 케이티의 제안으로 화장실에서 같이 블러디 메리 놀이를 한 뒤 랜디의 상반신에 할퀸 자국이 생긴다. 겁에 질린 두 사람이 화장실에서 나가려고 하자 문 앞에서 검은 형체가 움직이더니 화장실 전체가 흔들린다.
데니스는 자신이 조사한 자료를 줄리와 공유하지만 줄리는 이를 헛소리로 치부한다. 악령은 크리스티가 자신이 바라는대로 하지 않으면 머리카락을 잡아 케이티를 공중으로 들어올리는 등 괴롭힌다. 크리스티는 줄리에게 캘리포니아주 문파크에 있는 로이스 할머니 댁에 가자고 조른다. 줄리도 눈앞에서 갑자기 집안 물건 전체가 떨어지는 걸 목격하면서 처음으로 이상 현상을 경험하고, 다 같이 로이스 집에 가기로 한다.
그날 밤 데니스와 줄리는 소음 때문에 잠에서 깬다. 데니스는 벽에 비술과 관련된 형상들이 그려져있는 걸 발견한 뒤 별채 안에 로이스를 비롯 검은 옷을 입은 여성 일곱 명이 모여있는 광경을 목격한다. 재빨리 다시 집 안으로 돌아온 데니스 앞에서 줄리가 힘이 빠진 채 공중에 떠올랐다가 데니스를 향해 떨어진다.
데니스는 크리스티와 함께 옷장 안에 숨었다가 굉음이 멈추자 밖으로 나온다. 창밖에서는 여자들이 모닥불을 피워놓고 그 주위를 빙빙 돌고 있다. 데니스가 줄리 옆에서 울고 있는 케이티를 발견하고 다가가 어깨를 건드린 순간 케이티가 데니스를 향해 괴음을 지르고 데니스는 방 반대편으로 던져진다.
로이스까지 나타난 뒤 기어서 도망치던 데니스는 몸이 저절로 꺾이면서 그대로 사망한다. 로이스는 "준비"하자며 케이티와 크리스티를 데리고 계단을 오르고, 크리스티의 부름에 토비가 으르렁거리며 응답한다.

## 출연
- 크리스토퍼 니컬러스 스미스 - 데니스 역
- 로런 비트너 - 줄리 역
- 클로이 첸거리 - 어린 케이티 역
  - 케이티 페더스턴 - 성인 케이티 역
- 제시카 타일러 브라운 - 어린 크리스티 역
  - 스프레이그 그레이든 - 성인 크리스티 역
- 더스틴 잉그럼 - 랜디 로즌 역
- 핼리 푸트 - 로이스 할머니 역
- 조해나 브래디 - 리사 역